# Cora van Nieuwenhuizen
Cornelia (Cora) van Nieuwenhuizen (Ridderkerk, 12 juni 1963) is een Nederlands voormalig politica van de Volkspartij voor Vrijheid en Democratie (VVD). Van 26 oktober 2017 tot en met 31 augustus 2021 was zij minister van Infrastructuur en Waterstaat. Hierna is ze voor de energie-lobby gaan werken. Eerder was zij van 2010 tot 2014 lid van de Tweede Kamer en van 2014 tot 2017 lid van het Europees Parlement.

## Opleiding en ervaring in het bedrijfsleven
Van Nieuwenhuizen studeerde sociale geografie aan de Universiteit Utrecht. Zij volgde diverse postdoctorale opleidingen, onder meer Corporate governance aan de Nyenrode Business Universiteit en Strategy, innovation and governance aan de Tilburg University. Zij was van 1987 tot 1991 werkzaam bij Crédit Lyonnais Bank Nederland. Van 1991 tot 2007 werkte zij in de bedrijfsvoering van een dierenartsenpraktijk, en vestigde zich tevens als freelance economisch geografe.

## Politieke loopbaan

### Gemeenteraad
In 1994 werd Van Nieuwenhuizen gekozen tot lid van de gemeenteraad van Oisterwijk, wat zij bleef tot 2006. Zij was ook voorzitter van de VVD-fractie in de raad.

### Provinciale politiek
Van 2003 tot 2007 was Van Nieuwenhuizen lid van de Provinciale Staten van Noord-Brabant en fractievoorzitter van de VVD-fractie. Na de Provinciale Statenverkiezingen van 2007 werd zij benoemd als lid van Gedeputeerde Staten van Noord-Brabant. Zij beheerde de portefeuille Mobiliteit, Infrastructuur, Havenschap Moerdijk, Eindhoven Airport en Toezicht op Waterschappen en Integrale Handhaving.

### Tweede Kamer
Bij de Tweede Kamerverkiezingen van 2010 stond Van Nieuwenhuizen bij de VVD op de 16e plaats van de kandidatenlijst, wat voldoende was om rechtstreeks gekozen te worden; op 17 juni 2010 werd zij geïnstalleerd. Zij hield zich als Kamerlid met name bezig met Integratie, Asiel en Immigratie. Bij de Tweede Kamerverkiezingen van 2012 werd zij, op plaats dertien van de kandidatenlijst, herkozen. In deze periode kreeg zij binnen de VVD-fractie de portefeuille Sociale Zaken; zij was tevens voorzitter van de vaste Kamercommissie voor Financiën.

### Europees Parlement
Bij de verkiezingen voor het Europees Parlement in 2014 werd Van Nieuwenhuizen, die als tweede was geplaatst op de kandidatenlijst van de VVD, gekozen als lid van het Europees Parlement. Als gevolg hiervan verliet zij de Tweede Kamer op 1 juli 2014. In het Europees Parlement maakte zij deel uit van de fractie van ALDE. Zij was lid van de commissies Economie en Monetaire zaken en Industrie, Technologie, Research en Energie, en was vicevoorzitter van de delegatie voor de betrekkingen met India.

### Minister
Van Nieuwenhuizen werd op 26 oktober 2017 benoemd tot minister van Infrastructuur en Waterstaat in het op dezelfde datum aantredende kabinet-Rutte III. Als gevolg hiervan verliet zij het Europees Parlement. Een van de belangrijkste dossiers van haar ministerschap was die van de stikstofcrisis. Om activiteiten weer mogelijk te maken nam zij namens het kabinet het besluit om de maximumsnelheid van 130 te verlagen naar 100 km/uur. Van 15 tot 20 januari 2021 was Van Nieuwenhuizen tevens waarnemend minister van Economische Zaken en Klimaat na het aftreden van Eric Wiebes. Op 31 augustus 2021 trad Van Nieuwenhuizen af als minister, omdat ze per 1 oktober aan de slag zou gaan bij Vereniging Energie-Nederland, de brancheorganisatie van energiebedrijven in Nederland.